# Aknoul
Aknoul (pronúncia: acnul; em árabe: أكنول; em tifinague: ⴰⴽⵏⵓⵍ) é uma vila do nordeste de Marrocos, que faz parte da província de Taza e da região de Oriental. Em 2004 tinha 4 066 habitantes e estimava-se que em 2012 tivesse 4 713.
Situa-se na parte oriental das montanhas do Rife, entre Al Hoceima (100 km a norte) e Taza (60 km a sul), e a 175 km a nordeste de Fez (distâncias por estrada). Algumas das aldeias próximas são: Douar Oulad Abdellah, Douar Bouysli, Douar Bouhdoud, Douar Oulad Taounza, Douar Ihamoute, Douar laâtamna, Douar Souyah, Had-el-jbarna e Douar Ouizeght (chorfa yaagoubiyin).
Aknoul é a capital tradicional da tribo berbere rifenha dos Izenayane (ou Gzennya ou Gzenaya). A língua local é um dialeto do rifenho semelhante ao de Nador (situada a nordeste, a cerca de 180 km por estrada). No entanto, o gentílico em berbere é Ichawiyen, o nome de um numeroso grupo étnico berber do leste da Argélia também conhecido como Chaouis.